# St Hilda's College (Oxford)

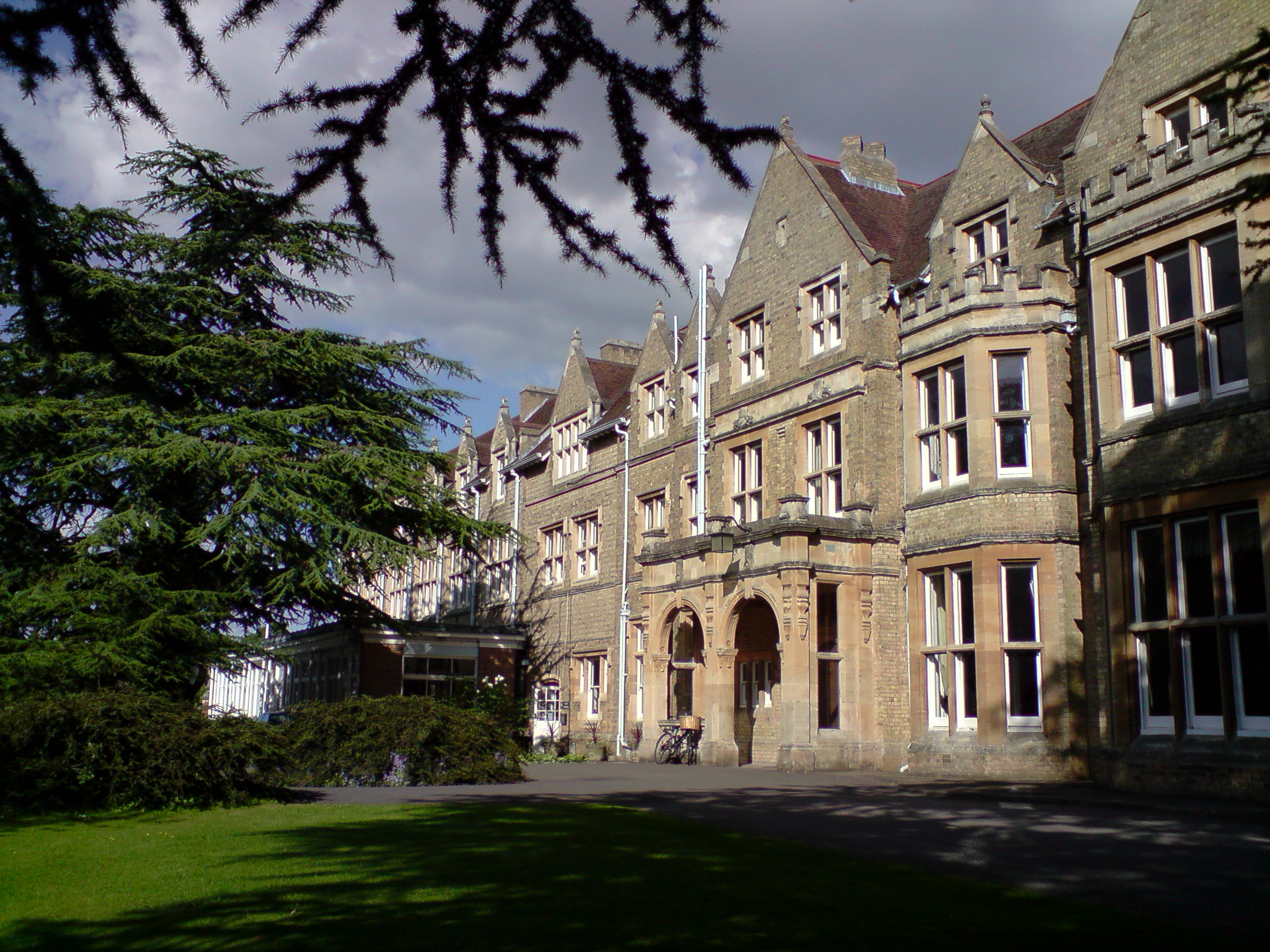
Le bâtiment sud de St Hilda's.

St Hilda's College est l'un des collèges constitutifs de l'université d'Oxford. Fondé en 1893 comme collège pour femmes, il devient mixte en 2008. 
Il est situé à l'est de l'université, sur la Cherwell.

## Histoire
Il est nommé en l'honneur de Hilda de Whitby.

## Personnalités liées au collège

### Principales et principaux
- Elizabeth Burrows (en) (1892-1910)[1]
- Christine Burrows (1910-1919)[2]
- Winifred Moberly (1919-1928)[3]
- Julia de Lacy Mann (1928-1955)[4]
- Kathleen Major (1955-1965)[5]
- Mary Bennett (1965-1980)[6]
- Mary Moore (en) (1980-1990)
- Elizabeth Llewellyn-Smith (en) (1990-2001)
- Judith English (en) (2001-2007)
- Sheila Forbes (en) (2007-2014)
- Gordon Duff (en) (2014-2021)
- Georgina Paul, intérim (2021-2022)[7]
- Sarah Springman, principale élue[8]

### Autres
- Zeinab Badawi, journaliste[9]

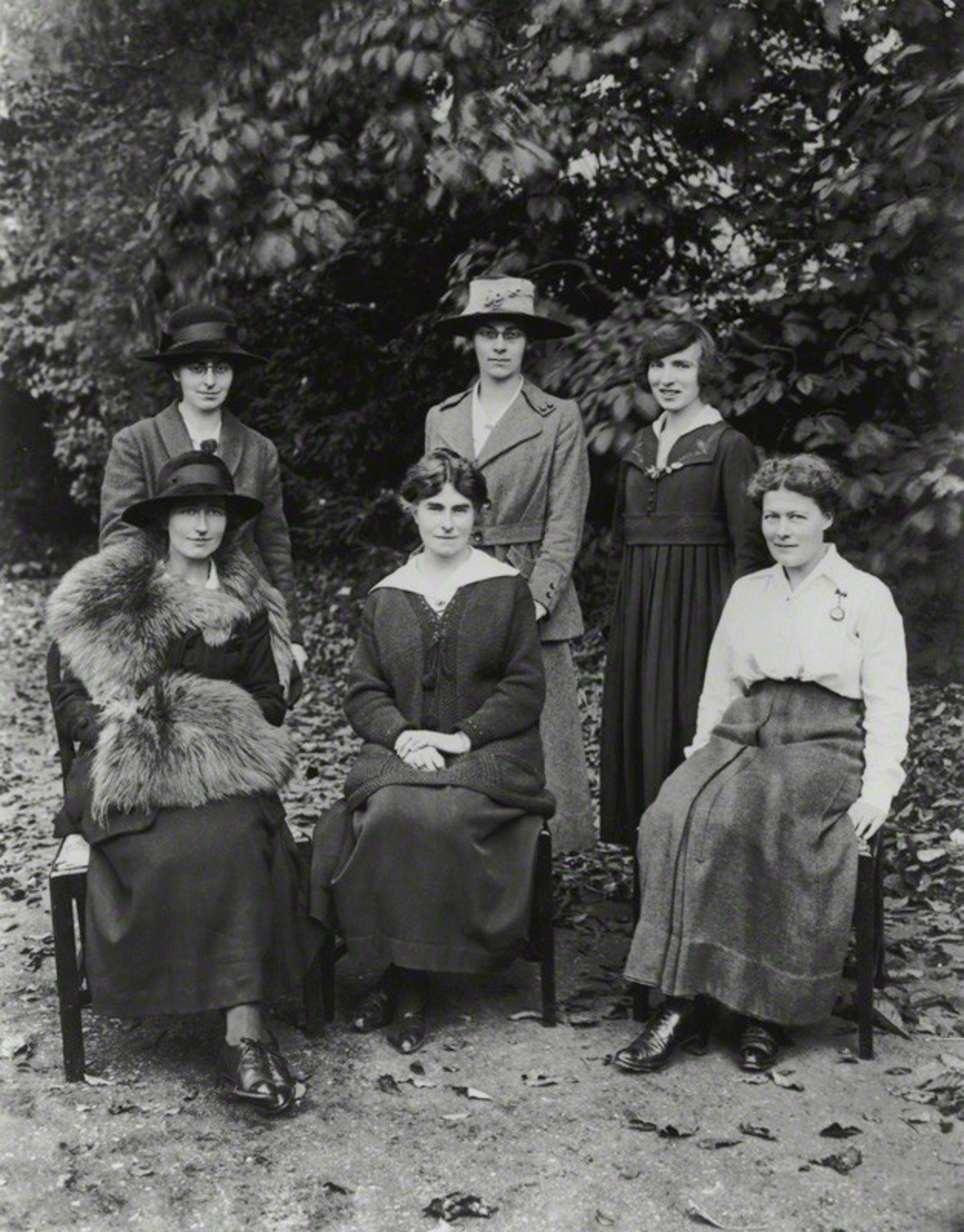
Équipe enseignante du collège en 1919.

- Dorothea Beale, fondatrice du collège
- Susanna Clarke, étudiante
- Susan Greenfield, scientifique et écrivaine
- Susan Kramer, personnalité politique
- Ada Elizabeth Levett, historienne, vice-principale du collège
- Zanny Minton Beddoes, journaliste
- Jacqueline du Pré, musicienne, le bâtiment de musique porte son nom
- Joan Thirsk, historienne, fellow de 1965 à 1983
- Ruth Hunt, personnalité politique et ancienne élève
- Voir aussi :